# Neodym(II)-iodid
Neodym(II)-iodid ist eine anorganische chemische Verbindung des Neodyms aus der Gruppe der Iodide.

## Gewinnung und Darstellung
Neodym(II)-iodid kann durch Reduktion von Neodym(III)-iodid mit Neodym im Vakuum bei 800 bis 900 °C gewonnen werden.
{\displaystyle \mathrm {Nd+2\ NdI_{3}\longrightarrow 3\ NdI_{2}} }
Auch die Darstellung durch Reaktion von Neodym mit Quecksilber(II)-iodid ist möglich.
{\displaystyle \mathrm {Nd+HgI_{2}\longrightarrow NdI_{2}+Hg} }
Ebenfalls möglich ist die direkte Darstellung aus Iod und Neodym.
{\displaystyle \mathrm {Nd+I_{2}\longrightarrow NdI_{2}} }
Die Verbindung wurde 1961 durch John D. Corbett erstmals synthetisiert.

## Eigenschaften
Neodym(II)-iodid ist ein dunkelvioletter bis schwarzer Feststoff. Er ist äußerst hygroskopisch und kann nur unter sorgfältig getrocknetem Schutzgas oder im Hochvakuum aufbewahrt und gehandhabt werden. An Luft geht er unter Feuchtigkeitsaufnahme in Hydrate über, die aber instabil sind und sich mehr oder weniger rasch unter Wasserstoff-Entwicklung in Oxidiodide verwandeln. Mit Wasser spielen sich diese Vorgänge noch sehr viel schneller ab. Die Verbindung hat eine Kristallstruktur vom Strontium(II)-bromid-Typ. Diese wandelt sich unter Druck in die für intermetallische Verbindungen typische Molybdändisilicid-Struktur um, welche bei anderen Seltenerddiiodiden (zum Beispiel für Lanthandiiodid) schon unter Normalbedingungen vorliegt. Mit Tetrahydrofuran und anderen organischen Verbindungen bildet sie Komplexverbindungen.

## Verwendung
Neodym(II)-iodid kann als Reduktionsmittel oder Katalysator in der organischen Chemie verwendet werden.